# 錫韋爾卡河

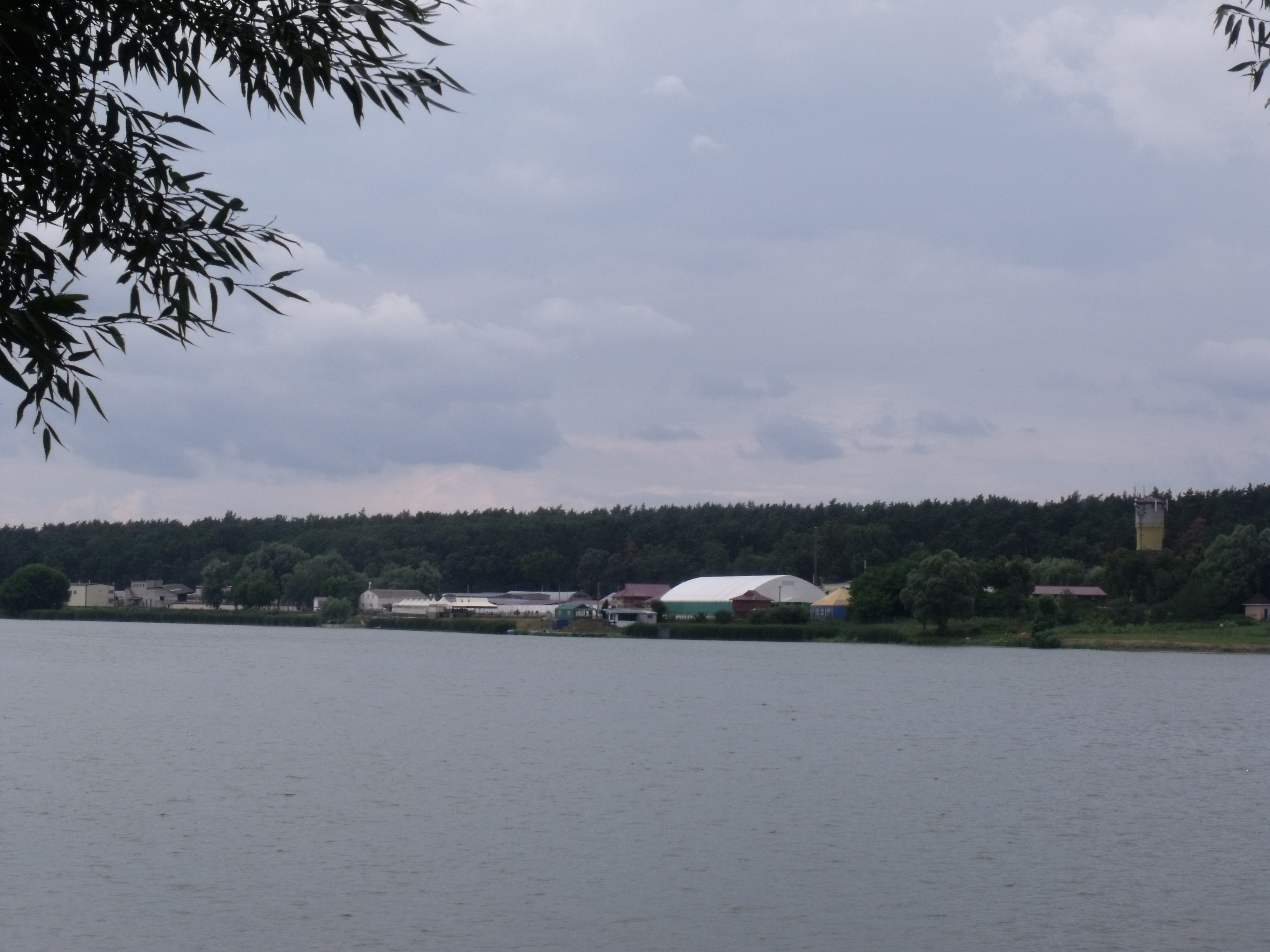
锡韋爾卡河

锡韋爾卡河（羅馬化：Siverka）是烏克蘭北部的河流，屬於維塔河的支流。該河流經基輔州的布查區和法斯蒂夫區，在基輔流入第聶伯河，河道全長29.2公里，流域面積129平方公里。